# Haematopis successaria
Haematopis successaria là một loài bướm đêm trong họ Geometridae.